# Опанасюк, Лариса Николаевна
Лариса Николаевна Опанасюк (укр. Лариса Миколаївна Опанасюк; 26 декабря 1962, Гвардейское, Крымская область — 5 октября 2023, Крым) — российский, а ранее украинский политик, юрист. Уполномоченный по правам человека в Республике Крым (ноябрь 2019 — май 2023). Заместитель Председателя Совета министров Крыма (28 февраля 2014 — 6 ноября 2019). Заслуженный юрист Украины и АР Крым.

## Биография
Родилась 26 декабря 1962 года в посёлке Гвардейское.
С 1980 года по 1982 год — сварщица пластмасс на Симферопольском заводе протезно-ортопедических изделий.
С 1982 года по 1985 год училась в Харьковском юридическом институте им. Ф. Э. Дзержинского по специальности «правоведение».
С 1985 года 1986 год — исполняющий обязанности помощника прокурора по рассмотрению гражданских дел в судах в Симферополе.
В августе-октябре 1986 года — старший помощник прокурора Джанкойского района.
С 1986 года по 1990 год — исполняющий обязанности помощника областного прокурора по надзору за рассмотрением гражданских дел в судах в Симферополе.
С 1990 года по 1993 года — прокурор отдела по надзору за рассмотрением гражданских дел в судах, г. Симферополь.
С 1993 года по 1998 года — начальник гражданско-судебного отдела прокуратуры Крыма.
С 1998 года по 1999 года — начальник отдела представительства интересов граждан и государства в судах, г. Симферополь.
С 1999 года по 2000 год — начальник юридического отдела дирекции акционерного агропромышленного банка «Украина» по Автономной Республике Крым.
С февраля 2000 по июль 2006 год — начальник Главного юридического управления Управления делами Совета министров Крыма.
В 2004 году окончила Национальную академию государственного управления при Президенте Украины по специальности «государственное управление».
С июля 2006 по 2008 год первый заместитель министра Совета министров Крыма — начальник Главного юридического управления. После чего в течение двух лет находилась в декрете по уходу за ребёнком.
С декабря 2011 года по февраля 2012 год — исполняющий обязанности председателя Республиканского комитета Крыма по охране культурного наследия.
С 22 февраля 2012 года — председатель Республиканского комитета Крыма по охране культурного наследия. Член Партии регионов.
С 2014 по 2019 год — заместитель Председателя Совета министров Крыма — руководитель аппарата Совета министров.
С ноября 2019 по май 2023 года — уполномоченный по правам человека в Республике Крым.
Являлась председателем крымского отделения Ассоциации юристов России.
16 сентября 2016 года Совет национальной безопасности и обороны Украины ввёл против Опанасюк персональные санкции.
Скончалась 5 октября 2023 года на 61-м году жизни в Крыму.

## Награды
- Почётная грамота Совета министров АР Крым (2003)
- Заслуженный юрист АР Крым (2003)
- Заслуженный юрист Украины (2004)
- Юрист года (2014)[8]
- Орден Дружбы (апрель 2014)
- Медаль «За возвращение Крыма» (май 2014)
- Медаль Республики Крым «За доблестный труд» (март 2015)[9]
- Грамота Президиума Государственного Совета Республики Крым (декабрь 2022)[10]

## Семья
Супруг Александр Дмитриевич Опанасюк (род. 1961) — судья, с 2016 года на пенсии.
Двое дочерей-близнецов Анна и Мария (род. 1988), которые с 2004 года выступают как музыкальный дуэт «Анна-Мария».